# Гигирево (Одинцовский район)
Гигирево — деревня в Одинцовском районе Московской области России. Входит в сельское поселение Никольское. В 1994—2006 годах — центр Волковского сельского округа.
Деревня расположена на правом берегу реки Москвы, в 11 км к юго-западу от центра города Звенигорода.

## История
Происхождение названия, скорее всего, от татарского имени Гирей. Раньше называлось Гиревым.
В 1786 г. оно находилось во владении княгини Настасьи Ивановны Несвицкой.
В конце XVIII в. принадлежит коллежской советнице Анне Стефановне Тутолминой.
В 1852 г. село принадлежало действительному статскому советнику Матвею Андреевичу Баталину.
В 1890 г. владелицей местной усадьбы являлась госпожа Ленгерт.
В 1908 г. усадьбу приобретает Николай Константинович Прохоров.
В 1941 г. село оказалось на линии фронта. Из 19 ушедших на фронт жителей не вернулось 9 человек.

## Население
| 2002 | 2006 | 2010 |
| ---- | ---- | ---- |
| 298  | →298 | ↘292 |

В конце XVIII в. в селе в семи дворах проживало 19 душ мужского и 22 женского пола. По данным 1852 г. в 15 дворах здесь проживало 59 мужчин и 55 женщин. Судя по материалам 1890 г., в селе Гигиреве проживало 134 человека. По сведениям переписи 1926 г. в селе проживало в 23 хозяйствах 112 человек. Позднее деревня отстроилась, и по данным переписи 1989 г. в ней значилось 115 хозяйств и 387 постоянных жителей.

## Интересные факты
В Гигирево снимались многие фильмы-сказки Александра Роу — «Варвара-краса, длинная коса», «Морозко», «Финист — Ясный Сокол»). Среди киношников село прозвали ГигиРоу.